# Pseudabutilon scabrum
Pseudabutilon scabrum là một loài thực vật có hoa trong họ Cẩm quỳ. Loài này được (C.Presl) R.E.Fr. miêu tả khoa học đầu tiên năm 1908.